# Akupunktúra
Az akupunktúra bizonyos, meghatározott testfelszínhez közeli területek, pontok szúrása tűvel. Ha nem tűvel kezelnek, hanem nyomással, AKUPRESSZURÁRÓL van szó. Ha üröm füvet égetnek, üvegkúp alatt, az moscibuxió. Ezek is ingerlések= stimulációk.    A kínai szakirodalom leírását, magyarázatát a "nyugati" orvostudomány nem fogadja el élettanilag bizonyítottnak.  Újabban kiterjedt kutatások folynak mind Keleten, mind Nyugaton a hatás alapjaival, a szerteágazó élettan  magyarázatával. Az akupunktúra az orvostudomány számára értelmezhetetlen, bizonyíthatatlan elvekre épül, a hiteles kísérletek alapján a hatása nem tér el a placebótól, ezért áltudománynak tekintik. A meridiánok "nyugati" módszerrel nem látszanak.

## A biológiailag aktív pontok jellemzői és a szúrás tudományos vizsgálata
A SZÚRÁS függ az elérendő szövetek mélységétől, amelyek lehetnek a bőr, a kötőszövet, az izom, az izompólya (fascia), a csonthártya (periosteum), az idegdúcok (ganglionok), az idegek (nervi), a SZÚRÁS (QI érzés kiváltása szúrással = fájdalomcsökkentés szúrással), az alkalmazott szúró hő (elektromos, elektromágneses vagy lézer), helye szegmentális- használt egység a szelvényezettség eredetétől függ (dermatoma, myotoma, sclerotoma, viscerotoma, neurotoma, osteoma). A szúrás, eszköz, gép részére lehet kis területű pont, nagyobb területek(?), illetve ennél nagyobb felszín(?). A beavatkozásokban törekednek arra, hogy a kötőszöveti (az izom és fascia) valamint a perifériás idegi részt szúrják.
A szúrás anatómiai helyek lehetnek: triggerpontok, tenderpontok, paravertebralis pontok, zónális pontok (Head, Mackenzie, Zaricott Shu, Mu pontok), végül az izmok motoros pontja („jumping Acupuncture”). E pontfelsorolás részletes felosztásban tartalmazza az általános szúró pontokat.
A biológiailag aktív pontok elektromos jellemzőinek vizsgálata már korábban elkezdődött, amelynek során igazolták [Niboyet, 1949], [Okazaki, 1975)] a bőr egyes területeinek csökkent elektromos ellenállását a környezetéhez képest. Ugyanezt erősítette meg később Grall [Grall, 1965] azzal, hogy a bioaktív pontokban 5-50 kΩ, míg a fals pontokban 0,5-3 MΩ ellenállást mért. 

A szúráshoz elektromos pontkeresőket is alkalmaztak a területek, illetve pontok tapintásos felismerése mellett. Természetesen a pontok körülbelüli elhelyezkedését tanítják, ellenőrzik, kép van róla. Történtek mérések [Bossy, 1976] friss hullákon is, ahol a nedvesség, elektrolitforgalom megléte még mérhetővé tette e pontok meglétét. Később Rabischong [Rabischong, 1979] sikeresen megismételte ugyanezen méréseket. A vizsgált bioaktív pontok tulajdonságainak további ismeretéhez vezetett azok infravörös emissziós képének mérése [Bergman, 1982]. Később a figyelem ezen biopontok mérhető anyagcseréjének kutatása felé fordult, és a pontok által kibocsátott CO2 quantitatív mérésével Eőry Ajándok [Eőry, 1984] ezt sikeresen bizonyította is. Az egyes pontok szúrása előidézhet, ún. tovahaladó izgalmi érzet, megfelelt a klasszikus kínai orvoslás által tapasztalati úton megismert és összegzett, ún. meridiánoknak. Ez volt a Propagated Sensation along Acupuncture Channell kimutatása [Yu, 1979, 1982 (PSAC)]. 

TC 99 izotóp beadását követően szcintillációs kamerával a pont és környékének érzése [Darras, 1984] újabb lépést jelentett a bizonyítások között. A bioaktív pontban elvégzett elektromos szúrás tovaterjedésének, illetve a csatorna mellett és nem a dermatoma határain belül történő ingerület tovaterjedését mint az Electrical Propagation along the Channels jelenségét [(EPEC) Mussat, 1987] ismerik ma.
A szúrás megértéséhez a neves pontok testi ismerete elengedhetetlen. Ezen pontok mérete 1–5 mm² nagyságú, [Bossy, 1984], de akár 5 cm² is lehet emberen. A tapasztalatok alapján nagy testű haszonállatokban az ismert humán azonos pontok területénél lényegesen nagyobb a területe. Az akupunktúrás pont nem korlátozódik a bőrfelszínre, hanem az alatta elhelyezkedő izomzatot, kötőszöveti réteget is magában foglalja [Chang, 1983], [Takeshige, 1993].
Elektronmikroszkópos vizsgálatok igazolták, hogy a pont egy függő-cső, amely átjárható a bőr felszíne és a mélyebb szövetek között. [Heine, 1986] 

Ezen bioaktív pontok ezreinek mérése után Senelar [Senelar, 1987] azt állítja, hogy az ismert (eddig tesztpontként több mint 360, amelyhez kiegészítőül jönnek a szatellita- és a mikrorendszerek pontjai) aku-pontok 90%-a hasonló szöveti képet mutat. Ugyanezt igazolta később Heine [Heine, 1987] majd Dung [Dung, 1987] is egymástól függetlenül. Egyes pontok azonosak a cranialis spinális idegvégződésekkel [Gunn, Melzack, 1977] illetve mások különálló ér–idegcsomók a szuperficiális fascián Serisawa, Heine [Serisawa, Heine 1986] szerint. Az állati és emberi test is megerősíti , hogy ilyen bioaktív pontokat találunk a csontok mentén a perifériás idegek behatolási helyeinél a csontok forameneibe [Omura, 1976], a neuromuscularis összeköttetéseknél [Melzack, Liu, 1985], a pontokat a nagy perifériás idegek elágazásai, valamint a ligamentumok szenzitív pontjai, testben, a sutura calvariae vonalaiban észlelhetők. A veterin bioanyag vonatkozásában csak újabban megismert triggerpontok [Kothbauer, 1987, 1999] és aku-pontok együtt-hatása több mint 71%.
Több éves tapasztalat alapján, léteznek speciális, csak patogén körülmények között tapintható, a környező szöveti szerkezet állapotában eltérő tapintású segédpontok, amelyek működő akupunktúrás pontoknak felelnek meg, azaz kezelésükkel a pont a későbbiekben nem tapintható. Ez a szúrássall elindított folyamat kedvező kimeneteléről is felvilágosítást ad. A test bőrfelszíne, azaz az idegrendszernél, a bőrben levő külső érzékelők és a központi autonóm idegrendszer kapcsolata során a szúrás, azaz az afferens impulzus útja a kontralaterális hypothalamus anteriorhoz vezet, ahol a szomatoautonóm reflex indul. Az efferens impulzus útja a hipotalamusz reflexközpontjából – a cholinerg vasodilatator idegeken keresztül – az érintett területre vezet vissza: a fájdalmas és spasticusan görcsös izom vazodilaktációja bekövetkezik [Melzack és Wall, 1965]. Ez központi idegrendszeri hatás,  erősíti a szúrás testi vagy elektromos, vagy elektromágneses inger (lézer, mágnesmező) helyi, a terület ereinek falára ható vasodilatativ hatását [Takeshige, 1983]. A szúrás helye a beavatkozás után 20-25 perccel ellazult. Ez a helyi axonreflex és a központi idegrendszeri hatások közös ellazulása.

## A periféria és az autonóm idegrendszer kapcsolata a szúráskor
A szúráskor elsődleges a nociceptiv input az A-deltarostok és a vékony velőtlen C-rostokon keresztül a dorzális gerincvelői szarvban. Ezek ingerülnek. Igazolt, hogy az A- deltarostok szúrása gátolni képes a C-rostokét az ingerület versenyző gátlása révén, azaz a C-rostokon befutó impulzusok gátlásával [Melzack és Wall, 1965]. Egy Calcitonin gén kapcsolt peptid (cCRP) termelődik, ha a fájdalmasan kontrahált izomba akupunktúrás tűt szúrnak. Az axon collaterálisok a kolinerg idegvégződéseket izgatják, amelyek a környező erekhez vezetnek. A nagy felszálló pályák érintetlensége szükséges ehhez a hatáshoz, ott ahol pl. a sérülés a gerincvelői idegrendszert teljes mértékben érintette, úgynevezett harántléziót hagyva maga után, ott nem voltak sikeresek a beavatkozások. 
Amikor a veterinárius vagy ember paravertebrális ganglionjait szúrják, az ingert a környéki idegrendszer szimpatikus rostja vezeti, amely által az Ach-kibocsátás (acetilkolin) növekedik [He és mtsai, 1986]. A megnövekedtet Ach az inger spasztikus, iszkémiás izomzatában az erek tágulásához vezet. A folyamatban újabban tisztázódott a Substantia P [Chang, 1986] jelenléte, amely a tű hegye körül megjelenő, hosszú aktivitású neurotranszmitter, a fájdalomingerek kémiai átvitelében játszik szerepet. Ezen folyamatokból látjuk, hogy a perifériás szúrásban mind a központis, mind a helyi autonóm (független) idegrendszer aktiválódik.
Az akupunktúra segítségével létrehozható fájdalomcsillapítás (analgesia) e módszerrel történő kivitelezésére a 20. század utolsó harmadában figyeltek fel Nyugaton. Ennek is köszönhető, hogy sajnálatos módon e terület került a kutatások előterébe, holott a hagyományos kínai orvoslás nem csupán a fájdalomcsillapítás területén ért el eredményeket.
Ezt igazolták a tejképzésre kifejtett pozitív száraz szúrással.
Az első, feltárt mellkasban végzett műtét végzése akupunktúrás fájdalomcsillapítás mellett [Kína, 1965], valamint az élő testben jelenlevő endogén opiátok felfedezése óta [Goldstein, 1976], [Snyder és 1980], [Simantov, 1975] [Stux és Pomeranz, 1987] ma már tudjuk, hogy a száraz szúrásban 15 klasszikus neurotranszmitter [Mayer, 1977], [Zhang, 1980], [Pomeranz és Chin, 1976], 20 opioid peptid [Cheng és Pomeranz, 1980], [Han és mtsai, 1986], [Kitade és mtsai, 1988], valamint az endogén opiátok három nagy csoportja, a béta-endorfin, enkefalin, dinorfin játszik fontos szerepet [Pomeranz és Chin, 1976], [Lee és mtsai, 1978], [Clement-Jones és mtsai, 1980].
A fájdalomcsillapítás lényege a test fájdalomkezelésének indulása. Az endogén és exogén noxák érzésében lényegesek az inger változásai. A fájdalom indulata is fontos. A felfogás, a múltbeli tapasztalat, a figyelem stb. lényeges a fájdalom élményének feldolgozásában. A fájdalom felfogása, facilitációs rendszere mellett jelen van élőkben a fájdalom gátlása is. Ez a homeosztázis  idegrendszer egyik fajtája.
- Sokáig tartotta magát az a téves hiedelem, hogy a száraz szúrás fájdalomcsillapítása csupán placebó. Bár a placebó kb. 25-30%-ban működik, azonban itt is az ún. fals pont szúrással fájdalom-csillapítás nem érhető el [König és Wancura, 1984]. Beavatkozások és hosszú évek során kialakult tapasztalatok alapján is elmondható, hogy a placebó állatoknál nem működik, ugyanakkor a szúrás és más célokkal történt veterin kezelések [Kothbauer és tsai, 1985, 1998] is alátámasztják a száraz szúrással  fájdalomcsillapítás  működését állatorvosi testben.
- Ha a száraz szúrás elektromos ingerléssel egészül ki, akkor elektroakupunktúráról beszélünk. Az elektorakupunktúrás analgesia/érzéketlenség eszköze a tű és a hozzá csatlakoztatott olyan négyszögimpulzust adó áramforrás, amely alacsony frekvenciával és állat, ember számára könnyebben ellenőrizhető magasabb érzésű elektromos szúrás. A beavatkozások során főleg a kisállatpraxisban sikeres a  fájdalomcsillapítás . Az alacsony frekvencia eseteinkben 2–4 Hz-es szúrás: sebészi analgesia (fájdalomcsillapítás), lassan kialakuló, az egész testére hat. Jellemző: folyamatosan fennáll szúrás után is. A generalizált, diffúz hatást halmozottá növelhetik egy-egy újabb szúrással. Ezt alátámasztják mások adatai is [Omura, 1979].Ember- és állatnál igazolt az, hogy a beavatkozás endorphin dependens, a mély izomzat szenzoros receptorainak stimulációval az encephalin kibocsátása nő [Pomeranz, 1984]. Ez a folyamat naloxonnal blokkolható, amely ismert opiát antagonista. A gerinvelői nagy felszálló és leszálló idegi pályák teljes épsége szükséges hozzá (intact afferens/efferens beidegzés fontos). A perifériás idegrendszer impulzusait a felszálló hosszúpálya-rendszerek a gerincvelő fehér állományában szállítják fel a központi agyi magvakhoz, majd az agykéreghez. A folyamat methionin-encephalin függő.

A beavatkozásokban az egyik oldalon alkalmazott akupunktúra hatását az oldalak keringési különbsége nem befolyásolta.
A Hagyományos Kínai Orvoslás című részben leírt QI érzés olyan szenzáció, amit a szúrás után ember képes csak leírni, fontos a sikeres analgetikus/érzéstelenítő hatás eléréséhez [Pomeranz, 1987].
Ha az alacsony, 2–4 Hz-es frekvenciát emelik 10 Hz feletti értékre, a keringő opiátok enzimatikus bontását megnövelve [Omura, 1989], csökkenő érzéstelenítést váltott ki.
Az akupunktúrás fájdalomcsillapítás és az endogén opiátok kapcsolatában fontos szerepet játszó peptidek a következők: a béta endorfin (legnagyobb opiát aktivitású), amelynek alacsony frekvenciájú. elektromos szúrásra a kibocsátása (release) nő [Pomeranz, 1987], [Wen és Cheug, 1973]. Az encephalin–methionin– encephalin tengely, a leucin–encephalin, és az igen fontos szerepet játszó dinorfin a gerincvelőben magas frekvenciájú elektromosszúrásnál kibocsátása nő [Pomeranz, 1988] szerepe a szegmentális–helyi fájdalom gátlása), a hisztamin, bradykinin, PGE-2, PGE 2 alpha (angiotensin CCK 8). Az akupunktúrás fájdalomcsillapítás egyéb közegeii, a neurotranszmitterek (a szerotonin (ncl. raphe magnus, medulla, nociceptor suppressio), a norepinefrin, a substantia – P (nociceptivafferentatio, antagonista), a GABA (nociceptiv ingert, transmissziot gátol), a dopamin (nucleus arcuatus, VMN hypothalamus) ACTH (antiinflammativ hatás, AP-analgesiában, cortisol kibocsátást segíti).
A felszíni hőmérséklet és az autonóm idegrendszer kapcsolata a felszín mechanikus/elektromágneses szúrásakor.
- A vasodilatációval , a véráramlás fokozódása, azaz „melegségérzet” jár együtt.
- Embernél igazolt a 300%-os átáramlás emelkedés elektroakupunktura után pletysmográfiás vizsgálattal [Lee, 1974], [Liu és mtsai, 1971], [Debreceni, 1995]
- A termográfiás felvételeken nem szegmentális, azaz nem a „Feji zónáknak megfelelő melegítő hatás” -következik be. A vasoaktív anyagok és a szúrás érfaltágulata következtében megváltozik az érintett terület mikrokeringése, amely az odaáramló hormonok, szöveti anyagok fokozódó helyi koncentrációjában nyilvánul meg [Yu, 1986], [Yang és mtsai, 1995], [Wong és Brayton, 1982].
A fájdalom érzete és a perifériás sympathicus tónus szoros kapcsolatban áll egymással (a fokozott tónus fokozott fájdalomérzetet ad). Embernél megfigyelték, hogy a „hideg fény”: krónikus fájdalomban szenvedőknél csökkent infravörös sugárzást adott hőképes vizsgálattal, míg a „meleg fény”: akut fájdalomban megnövekedett a test infravörös sugárzása [BME Termográfiás Központ műszerével végzett vizsgálatok, dr. Szakcsi, 1997].

## A vér kémiai és immunológiai paramétereinek változása szúrás után
Az alábbi vizsgálatok igazolják a szúrás vérkémiai és immunológiai hatásait, amelyek emberen és állaton követhetők. A cortizol (ACTH) szint emelése (lóban) [Ying és mtsai, 1979], a szérum glükóz emelkedik [Liu és Sun, 1994], [Fan, 1995] (ha megelőzően alacsony volt emberben, de ez csak néhány tized mmol nagyságrendű volt a korábbi vizsgálatokban), csökken, ha megelőzően magasabb volt (ugyancsak néhány mmol-lal, tehát nem jelentheti ember cukorbetegség elleni terápiáját. Különösen nem, ha az már szubsztitucionális inzulinra szorul!). Ugyancsak korábban, és a vizsgálatainkkal is igazolt, hogy emberben a triglicerid, phospholipid, cholesterol szint csökken [Kampik, 1974], [Omura, 1975], [Ma, 1994], [Wu, 1995], amely érvédő, a keringési betegségek egyik fontos rizikófaktorát csökkentő tény [Guan, 1993], [Omura, 1995].
A vér egyes perifériás alkotóelemei szintjének változásai (csökkenés/emelkedés) is megfigyelhetők, de ezek nem jelző változások az ember- beavatkozásokban . Az immunológiai változásoknál viszont a lymphocyta blastogenezis növekedett, a fagocitózis és fibrinolitikus aktivitás fokozódása megfigyelhető volt. A béta, gamma globulin-szint emelkedése (lysozyme, agglutininek, opsoninok, complement szint is fokozódott [Mester és mtsai, 1971]. A fentiek következtében az erek epithelsejtes belső borítása nem károsodik a gyulladásos termékek fokozott lerakódásától, amely az erek védelmét jelenti a koleszterin és egyéb lerakodó anyagoktól [Cao és Chen, 1993], [Meng és mstai, 1992], [Yang és mstai, 1993].
Mind több adat lát napvilágot az utóbbi években az akupunktúra hormonális hatásairól. Az endokrin rendszer és a hormonkibocsátás vizsgálata elsősorban a fül mikrorendszerének pontjainál kezdődött [Nogier, 1983], és az agyalapi mirigy, mellékvese, nemi mirigyek hormonkibocsátását mérte. Később a humán bioegyedek ún. teszt akupunktúrás pontjait vizsgálva sikerült ovulációt előidézni nőkön [Yu és mtsai, 1986].
A vizsgálatok azt is tanúsítják, hogy a test felszíni szúrásakor felszabaduló belső, saját béta-endorfin és a met-enkefalin egyaránt közvetítik az immunrendszernek és a központi idegrendszernek, amely a hormonkibocsátás szabályozásával az endokrin rendszert is vezérli. A bőrfelszín aktív pontjainak szúrása akupunktúra, saját beavatkozásainkban alkalmazott tartós beültetéses szúrás, mechanikus szúrás más fajtája, mint pl. nyomás, illetve elektromágneses szoftlézer, elektromos TENS formájában az autonóm idegrendszer vonatkozásában a centrális sympathicus – inhibitor rendszert serkenti. A centrális sympathicus inhibitor rendszer pedig hatékonyan gátolja a stressz által kiváltott adrenokortikális hormontúlműködést [(Bjorna és Kaada, 1987), (Nappi és mtsai 1982), (Omura, 1976)].
Az elektromos ingerlésre induló fájdalomgátló rendszerek főbb fajtái az alábbiakban jellemezhető:
Az elektroakupunktúrás fájdalomcsillapítás alacsony frekvenciával, magas áramintenzitással 2–4 Hz ún. sebészi fájdalomcsillapítást eredményez, amely jellemezhető a lassú, egész testre kiterjedő fájdalomcsillapító hatással. A szúrás abbahagyása után is fennáll bizonyos ideig, sőt újabb szúrással halmozás érhető el. Endorfinfüggő, a mély izomérzékelő receptorok ingerlése az enkefalin kibocsátást növeli. Endorfinfüggőségét bizonyítja, hogy a morfin-antagonista naloxon képes blokkolni a hatását. Az afferens és efferens idegpályák épsége lényeges, [neurohumorális modell].
A magasabb frekvenciájú [70–100 Hz], alacsony intenzitású [10 mA] elektro-akupunktura gyorsan kifejlődő, de rövid ideig tartó fájdalomcsillapító hatást eredményez, amely szegmentális-helyi kiterjedésű és nincs halmazat. Naloxon nem befolyásolja, tehát nem endomorfinfüggő. Nem áll fenn a szúrás után [neuroanatómiai modell].
A Diffus Noxious Inhibitory Control elmélete [Le Bars, 1986] alapján az ellentétes irritatív serkentés okozta fájdalomgátló rendszere, neuroanatómiai alapú, de hatásában a neurohumorális modellhez is közel áll. Jelen fejezet nem terjedhet ki ennek részletes kifejtésére. Mindenesetre nem a szomatotópiás szerveződésnek megfelelő, bármely testrészen alkalmazott noxa kiválthatja ezen fájdalomgátló rendszer aktivitásszintjének emelkedését. Nem függ össze a fájdalmas oldallal, direkt összefüggésben áll azonban az alkalmazott ingerkeltéssel. A gátlás az inger után is működik. A gátlás nagyságához nem lényegesen fontos a meghatározott oldali ingerület és adott oldal távolsága. Kétségtelen ez a folyamat is endorfin-, szerotoninfüggő, valamint nem demonstrálható harántléziós állatban sem. Igen erősszúrás szükséges (A-δ, C rostok, IV gerincvelői subs. gelatinosa) kialakulásához, azonban a szúrás helye és frekvenciája kisebb jelentőségű, ugyanakkor a szúrás serkentése ennél a gátlórendszernél nagyobb jelentőségű [Le Bars, 1986].
A nemzetközi szakirodalom főleg a fájdalomcsillapítással foglalkozik. Ennek megoszlását láthatjuk az alábbi irodalomkövetésben is [Medline, Scopus, Országos Orvos-informatikai Intézet].

## Fájdalomcsillapítással foglalkozó szakirodalom akupunktúra – dry needling témakörben
- Vázizom rendszerbeli fájdalmak: 67%
- Fejfájások: 12%
- Arthritis, arthrosis: 9%
- Neuralgiák: 7%
- Szájsebészeti beavatkozások: 4%
- Foghúzások: 2,5%
- Daganatos egyedek fájdalomcsillapítása: 1,5%

Az ellenőrzött és véletlenített klinikai vizsgálatok és eredmények között szerepel a publikált anyagokban elsősorban embernél  a „pain management” [Lewith, Kenyon, 1984], de a keresztcsonttáji fájdalomszindrómák, porckorongsérv, fejfájások [Cheng, 1975], [Kim, 1974], [Poitinen és Salmela, 1977], craniofaciális fájdalom [Raustia és Pohjola, 1986], [Pohjola és Virtanen, 1985] kezelhetősége. Az osteoarthrosisok, cervicalis fájdalmak, teniszkönyök, musculo-sceletalis fájdalmak [Lundeberg, 1988], [Thosmas, Eriksson és Lundeberg, 1991], [Peng, Behar és Yue, 1987], organikus károsodásokat kísérő fájdalmak, posztherpeszes neuralgia [Lewith, Field, Machin, 1983], lágyrész reumatizmus [Berry és mtsai, 1980], malignomákat kísérő fájdalmak, a daganat kemoterápiás kezelése folytán fellépő hányiger, émelygés csökkentése [Filshie és mtsai, 1996], [Price, Lewith és Williams, 1991] is lehetséges eredményesen. Ezeken kívül sikeresen lehet alkalmazni embernél saját vizsgálataink alapján is a pulmonológiai gyakorlatban dyspnoe, acut/chronicus asthma bronchiale mono/adjuváns szúrásnál, valamint neurastheniás légzési panaszok esetében [Filshie, 1997].
A szülészeti és nőgyógyászati esetekben embernél sikeres dysmenorrhoea, ínfertilitás, ovulációstimulációban, menopauzás panaszokban, a szülési idő lerövidítésére [Zhang, 1987], [Chen, 1993], (Fischl és mtsai, 1984).
A tejadás fokozására ígéretes és biztató kezdetek vannak az akupunktúra nagyüzemi és mezőgazdasági alkalmazásának lehetőségével.
A neurológiai és rehabilitációs alkalmazásokban a különböző neuralgiák, övsömörfájdalom, de főleg a traumák, operációkat követő agyi keringés fokozásában alkalmaznak akupunktúra szúrást eredményesen. Az agyi keringési katasztrófán átesett ember rehabilitációs lehetőségeivel, valamint a állat ideggyógyászati szúrás lehetőségeivel évtizedek óta egyaránt sikeresen foglalkoznak a budapesti Yanmamoto Rehabilitációs Intézetben ún. permanens akupunktúra alkalmazásával. A szülési sérült ún. handycapped emberek felépülésében is folyamatosan fejlesztett beavatkozási technikánkat, pl. az ún. tartós, felszívódó monofilamentum műszerrel szúrását alkalmazzák (dr. Hegyi Gabriella).

## Urológiai alkalmazás
Az urológiai alkalmazás során ugyancsak sikeres alkalmazása stress incontinentia, enuresis nocturna, hólyagizomzat instabilitása [Tuzuner, 1989], [Chen és Chen, 1991], valamint dysuria (nem bakteriális fertőzés!) eseteiben.
Belgyógyászatban a szúrást kardiológiai anyagban. Így angina pectorisban volt sikeres (anginák száma, nitrát igény, szívmunka kapacitás, terhelhetőség növekedése [Omura, 1994] volt az eredménye), de a belekre lokalizált és funkcionális zavarként ismert irritabilis colon szindróma, valamint a neurogén obstipatio/diarrhoea is reagál. A belsőfül csökkent vérkeringési zavaraiból adódó tinnitus szúrás is sikeres, mivel a belső fül vérátáramlási paramétereit sikerül javítani a beavatkozással. Neurogén, ún. I. stádiumú labilis hipertóniában a szimpatikus idegrendszer tónusának csökkentésével a vérnyomás hosszú időre történő csökkentése volt elérhető ABPM monitorozással is igazolt esetekben. A vegetatív idegrendszeri labilitás talaján kialakuló neuraszténiás tünetegyüttesben szenvedő betegek is kerültek megoldott esetek közé.

## Az akupunktúra alkalmazása a pszichiátriában
A pszichiátriai kórképek embernél történnek, kivétel nélkül szúrás. Azonban ebben is sok a sikeres eredmény, különösen az enyhébb, depresszív színezetű esetekben [Han, 1986], [Lou és mtsai, 1990], [Yang, 1994] a hangulati élet zavaraiban, alvászavarok egyes eseteiben, sőt különleges indikációval a drog-, alkohol- és kábítószerfüggés terápiás arzenáljába is sikeresen vonult be a beavatkozás Magyarországon is [Zmiewsky, 1992].

## Az akupunktúra alkalmazása az állatgyógyászatban
Bár a szakirodalom leír sikeres cardio-pulmonális reanimálást a technikával kutyán, kollapszus gyors ellátását lovon és kisállatpraxisban egyaránt, állatnál elsősorban fájdalomszindrómák ellátása volt a kezdet, hiszen a krónikus gerincfájdalmak kezelése versenylovakon, vagy ún. hosszútörzsű kedvtelésből tartott háziállatokon nagyon is gyakori gond. A myogén fájdalmak, porckorongbántalmak után komolyabb területen, az endokrinológiai vonatkozású, pl. a tejtermelésre kifejtett hatások és az ebben rejlő lehetőségek jelentősek.
Állatnál szerzett tapasztalatok birtokában kifejlesztettek egy, az egyedi szúrás megkönnyítésére szolgáló gépet (műszert), amely segítségével könnyen, reakciómentesen és védelemben lehetett akupunktúrás kezelést elvégezni. Ezen megoldás ember- állatnál reakciómentesen és biztonságosan alkalmazható a napi praxis szintjén.

## Lehetséges szövődmények
Lehetséges szövődmények a mechanikus szúrás, tartós száraz szúrás (akupunktúra) végzése folyamán:
- anxietas, agitatio – ritkán inverz hatásként jelentkezik embernél
- defatigatio, relaxatio, enyhe depresszió – normális reakcióként értékelhető
- kontaktdermatitisz (Ni, Zn, Cr a tű anyagával)
- hematóma – hamar felszívódik, de biztonságos technikai alkalmazással elkerülhetők
- needle-migratio, pneumothorax – szabályosan alkalmazva elkerülhető
- localis inflammatio (axon reflex)
- Hepatitis B (de elkerülhető a sterilitás szabályainak betartásával)
- HIV: nincs epidemiológiai adat

## Az akupunktúra alkalmazása Magyarországon
Magyarországon akupunktúrát kizárólag orvos végezhet. Ezzel szemben az akupunktúrás pontok masszírozással történő serkentését természetgyógyász is végezheti a hatályos jogszabályok alapján.